# Horšice
Horšice é uma comuna checa localizada na região de Plzeň, distrito de Plzeň-jih.

## Galeria

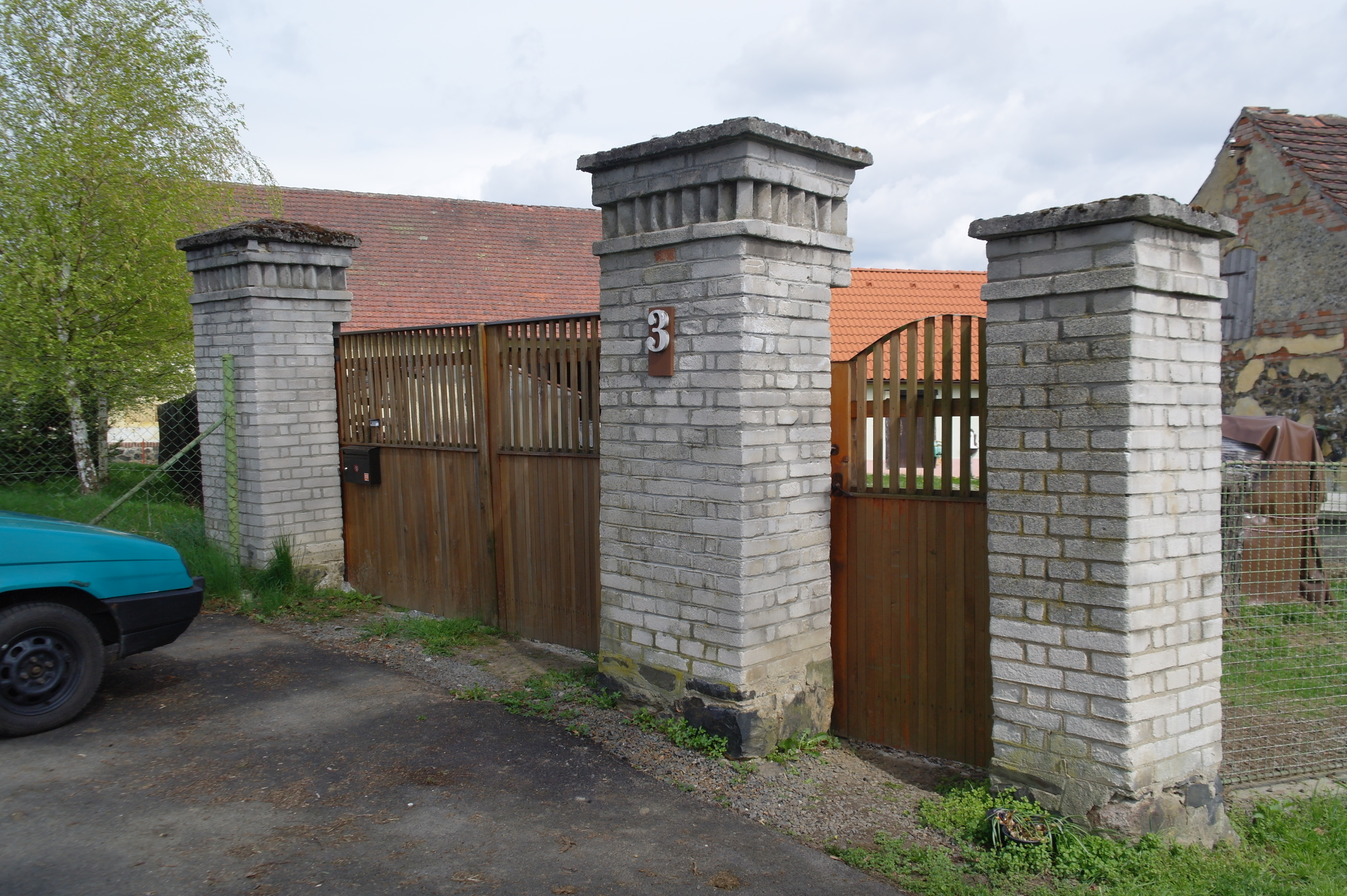
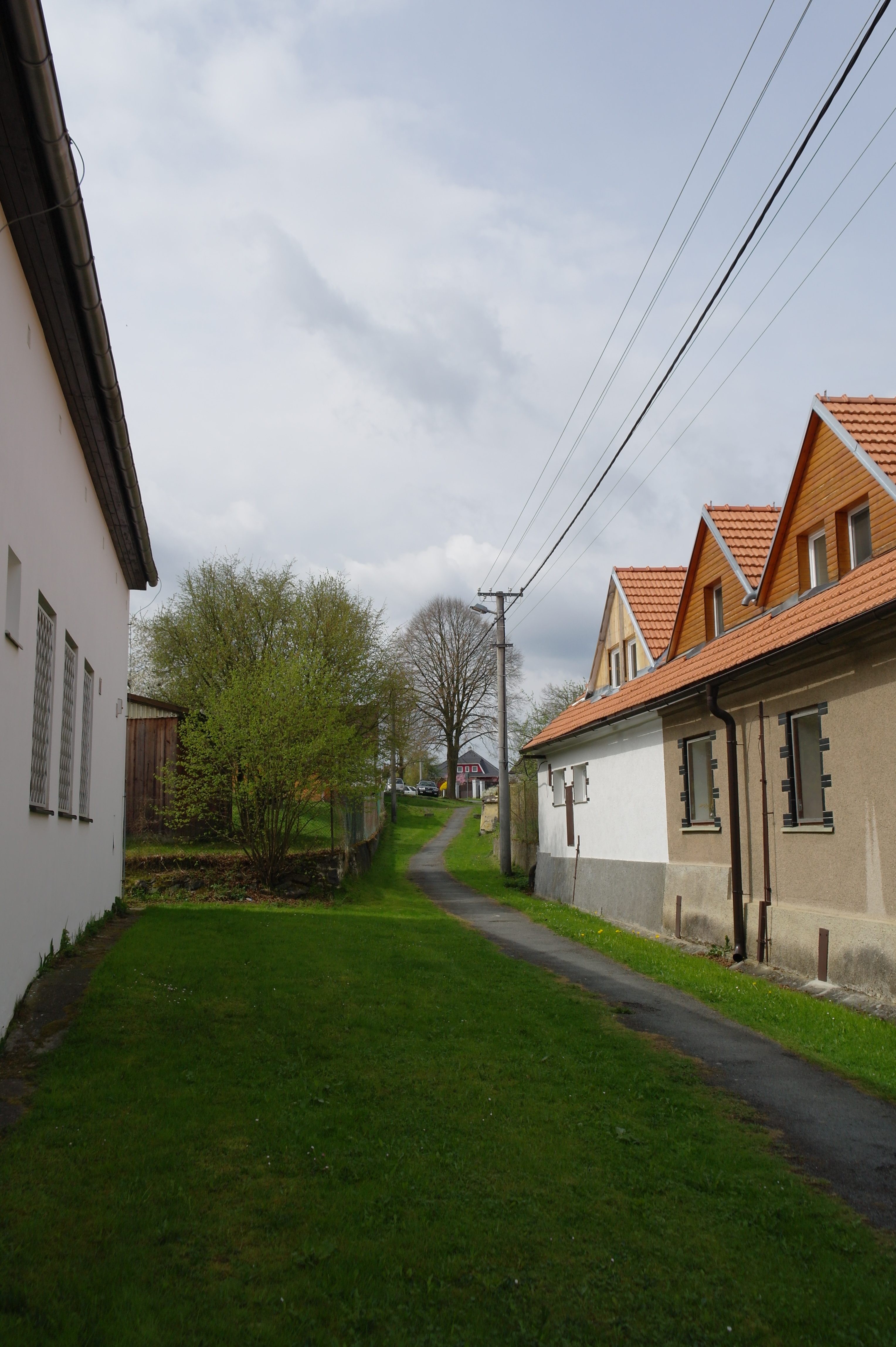
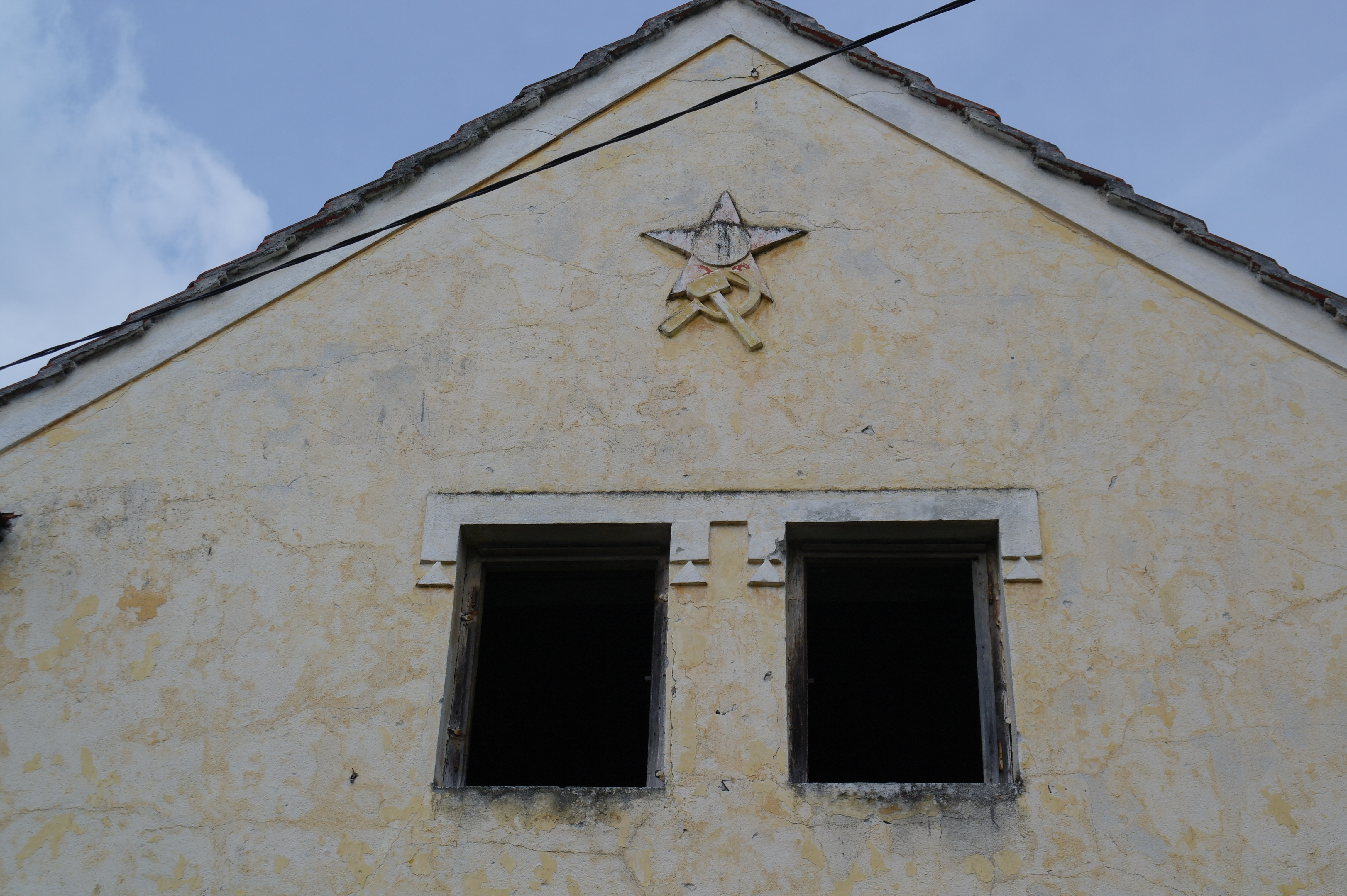